# Héparine de bas poids moléculaire
Les héparines de bas poids moléculaire (HBPM), ou héparines de faible poids moléculaire, sont des anticoagulants. Ce sont des mucopolysaccharides composés de glycosaminoglycanes (enchaînement de D-glucosamine et acide uronique).

## Mécanisme d'action
Leur activité anticoagulante est due à leur fixation à haute affinité d'une structure de type pentasaccharide sur l'antithrombine III. Elles accélèrent l'inactivation  du facteur Xa (activé).
L'anticoagulation est immédiate mais directement dépendante de l'antithrombine. En cas de déficit en antithrombine, le risque de thrombose est accru et l'efficacité des HBPM est largement réduite.
Leur demi-vie est supérieure à celle des héparines non fractionnées (standard), elles autorisent une à deux injections par jour.

## Indications
- Traitement prophylactique de la maladie veineuse thromboembolique.
- Traitement curatif des thromboses veineuses profondes constituées.
- Traitement de l'angor instable et de l'infarctus du myocarde sans ondes T.
- Prévention de la coagulation dans le circuit extracorporel lors d'une hémodialyse.
- Relais préopératoire en vue d’un acte chirurgical programmé pour des patients sous AVK[1]

## Voie d'administration
Voie sous-cutanée (SC) ou intraveineuse (IV), elles ne sont pas résorbées par voie digestive. Une injection en intramusculaire (IM) pourrait causer d'importants hématomes.

## Dosages
L'adaptation posologique est plus simple que pour l'héparine standard. Leur utilisation nécessiterait moins de contrôles biologiques que celle de l'héparine standard.

## Évaluation de la fonction rénale
La clairance de la créatinine doit être évaluée par la formule de Cockroft dans tous les cas :
{\displaystyle Clcr={\frac {(140-A)\times P}{0,814\times C}}},
avec :
A, l'âge ;
P, le poids ;
C, la créatininémie.
Cette formule est valable pour un homme, le résultat est à multiplier par 0,85 pour une femme.
L'utilisation d'HBPM est contre-indiquée à dose curative et déconseillée à dose préventive si la clairance est inférieure à 30 mL/min (insuffisance rénale sévère).

## Spécialités
- Daltéparine sodique : Fragmine
- Nadroparine sodique : Fraxiparine, Fraxodi
- Enoxaparine sodique : Lovenox, Clexane
- Tinzaparine : Innohep

## Effets indésirables
Il y a un risque d'ostéoporose en cas de traitement prolongé.

## Avantages par rapport à l'héparine standard
Le risque hémorragique est moins important que pour les héparines standard.
Le risque de thrombopénie induite par l'héparine (TIH) est également moins important.
La demi-vie est près de deux fois plus longue.
La surveillance biologique du traitement est théoriquement plus limitée (ce qui implique un coût global « traitement + surveillance » inférieur à celui d'un traitement par héparine non fractionnée).

## Interactions et associations
Avec l'aspirine (aux doses antalgiques, antipyrétiques, antiinflammatoires), les anti-inflammatoires non stéroïdiens (AINS), le dextran, les corticoïdes et les thrombolytiques, il y a majoration du risque hémorragique.
On observe également des incompatibilités physiques avec de nombreux antibiotiques.